# Mauritian Cup
Der Mauritian Cup ist ein nationaler Fußballwettbewerb in Mauritius. Der Wettbewerb wird seit 1957 von der Mauritius Football Association ausgetragen.

## Sieger nach Jahr
| Jahr          | Sieger                                  | Ergebnis                | Finalist                                |
| ------------- | --------------------------------------- | ----------------------- | --------------------------------------- |
| 1957          | FC Dodo (Curepipe)                      | 5:2                     | Fire Brigade SC (Beau Bassin-Rose Hill) |
| 1958          | unbekannt                               | unbekannt               | unbekannt                               |
| 1959          | Faucon Flacq SC                         | 2:0                     | Fire Brigade SC (Beau Bassin-Rose Hill) |
| 1960          | FC Dodo (Curepipe)                      | 1:0                     | Faucon Flacq SC                         |
| 1961          | FC Dodo (Curepipe)                      | 1:1/2:0                 | Faucon Flacq SC                         |
| 1962          | Police Club                             | 2:1                     | FC Dodo (Curepipe)                      |
| 1963          | Police Club                             | 5:4                     | Fire Brigade SC (Beau Bassin-Rose Hill) |
| 1964          | Keine Austragung                        | Keine Austragung        | Keine Austragung                        |
| 1965          | Police Club (Port Louis)                | 4:2                     | Muslim Scouts Club (Port Louis)         |
| 1966          | FC Dodo (Curepipe)                      | 2:2/3:0                 | Fire Brigade SC (Beau Bassin-Rose Hill) |
| 1967          | Faucon Flacq SC                         |                         | Police Club (Port Louis)                |
| 1968          | Police Club (Port Louis)                |                         |                                         |
| 1969          | Hindu Scouts                            | 2:0                     | Police Club (Port Louis)                |
| 1970 bis 1976 | Keine Austragung                        | Keine Austragung        | Keine Austragung                        |
| 1977          | Hindu Scouts                            | 1:0                     | Police Club (Port Louis)                |
| 1978 bis 1979 | Keine Austragung                        | Keine Austragung        | Keine Austragung                        |
| 1980          | Fire Brigade SC (Beau Bassin-Rose Hill) | 1:0                     | Police Club (Port Louis)                |
| 1981          | Fire Brigade SC (Beau Bassin-Rose Hill) | 1:0                     | Hindu Cadets (Quatre Bornes)            |
| 1982          | Fire Brigade SC (Beau Bassin-Rose Hill) | 1:0                     | Police Club (Port Louis)                |
| 1983          | Fire Brigade SC (Beau Bassin-Rose Hill) | 1:0                     | Fuel Youth                              |
| 1984          | Police Club (Port Louis)                |                         |                                         |
| 1985          | Sunrise SC (Flacq)                      |                         |                                         |
| 1986          | Fire Brigade SC (Beau Bassin-Rose Hill) |                         |                                         |
| 1987          | Sunrise SC (Flacq)                      | 2:1                     | Racing                                  |
| 1988          | Cadets Club (Quatre Bornes)             | 1:0                     | Fuel Youth                              |
| 1989          | Fire Brigade SC (Beau Bassin-Rose Hill) | 5:0                     | Cadets Club (Quatre Bornes)             |
| 1990          | Fire Brigade SC (Beau Bassin-Rose Hill) | 7:0                     | Cadets Club (Quatre Bornes)             |
| 1991          | Fire Brigade SC (Beau Bassin-Rose Hill) | 1:0                     | RBBS (oder Scouts Club)                 |
| 1992          | Sunrise SC (Flacq)                      | 2:0                     | Cadets Club (Quatre Bornes)             |
| 1993          | Sunrise SC (Flacq)                      | :                       | Scouts Club (Port Louis)                |
| 1994          | Fire Brigade SC (Beau Bassin-Rose Hill) | 3:0                     | Cadets Club (Quatre Bornes)             |
| 1995          | Fire Brigade SC (Beau Bassin-Rose Hill) | 2:1                     | Cadets Club (Quatre Bornes)             |
| 1996          | Sunrise SC (Flacq)                      | 2:1                     | Scouts Club (Port Louis)                |
| 1997          | Fire Brigade SC (Beau Bassin-Rose Hill) | 2:1                     | Sunrise Flacq United (Flacq)            |
| 1998          | Fire Brigade SC (Beau Bassin-Rose Hill) | 3:0                     | Scouts Club (Port Louis)                |
| 1999          | Abbruch                                 | Abbruch                 | Abbruch                                 |
| 2000          | unbekannt                               | unbekannt               | unbekannt                               |
| 2001          | US Beau Bassin-Rose Hill                | 2:1                     | Olympique de Moka (Moka)                |
| 2002          | AS Port-Louis 2000                      | 3:0                     | Olympique de Moka (Moka)                |
| 2003          | Savanne SC (Souillac)                   | 1:1 (n. V.) 4:2 (n. E.) | AS Port-Louis 2000                      |
| 2004          | Savanne SC (Souillac)                   | 3:2                     | Faucon Flacq SC                         |
| 2005          | AS Port-Louis 2000                      | 2:0                     | Pointe-aux-Sables Mates SC (Port Louis) |
| 2006          | Curepipe Starlight (Curepipe)           | 0:0 (n. V.) 9:8 (n. E.) | Savanne SC (Souillac)                   |
| 2007          | Petite Rivière Noire FC (Tamarin)       | 2:0                     | AS Port-Louis 2000                      |
| 2008          | Curepipe Starlight (Curepipe)           | 4:2 (n. V.)             | AS Vacoas-Phoenix (Vacoas-Phoenix)      |
| 2009          | Pamplemousses SC (Pamplemousses)        | 6:1                     | Etoile de L’Ouest                       |
| 2010          | AS Vacoas-Phoenix                       | 1:0                     | Pointe-aux-Sables Mates SC              |
| 2011 bis 2012 | unbekannt                               | unbekannt               | unbekannt                               |
| 2013          | Curepipe Starlight (Curepipe)           | 3:2                     | Petite Rivière Noire FC (Tamarin)       |
| 2014          | Petite Rivière Noire FC (Tamarin)       | 3:1 (n. V.)             | Pamplemousses SC (Pamplemousses)        |
| 2015          | Petite Rivière Noire FC (Tamarin)       | 2:0                     | Pamplemousses SC (Pamplemousses)        |
| 2016          | Pamplemousses SC (Pamplemousses)        | 2:1                     | Petite Rivière Noire FC (Tamarin)       |
| 2017          | AS Port-Louis 2000                      | 2:0                     | Pamplemousses SC (Pamplemousses)        |
| 2018          | Pamplemousses SC (Pamplemousses)        | 2:1                     | GRSE Wanderers SC                       |
| 2019          | Roche-Bois Bolton City YC (Port Louis)  | 2:0                     | AS Vacoas-Phoenix (Vacoas-Phoenix)      |
| 2020          | Keine Austragung                        | Keine Austragung        | Keine Austragung                        |
| 2020          | Keine Austragung                        | Keine Austragung        | Keine Austragung                        |
| 2022/23       | GRSE Wanderers SC                       | 2:1                     | AS Port-Louis 2000 (Port Louis)         |
| 2023/24       | Pamplemousses SC (Pamplemousses)        | 2:0                     | AS Port-Louis 2000 (Port Louis)         |